# Uji-Schrein

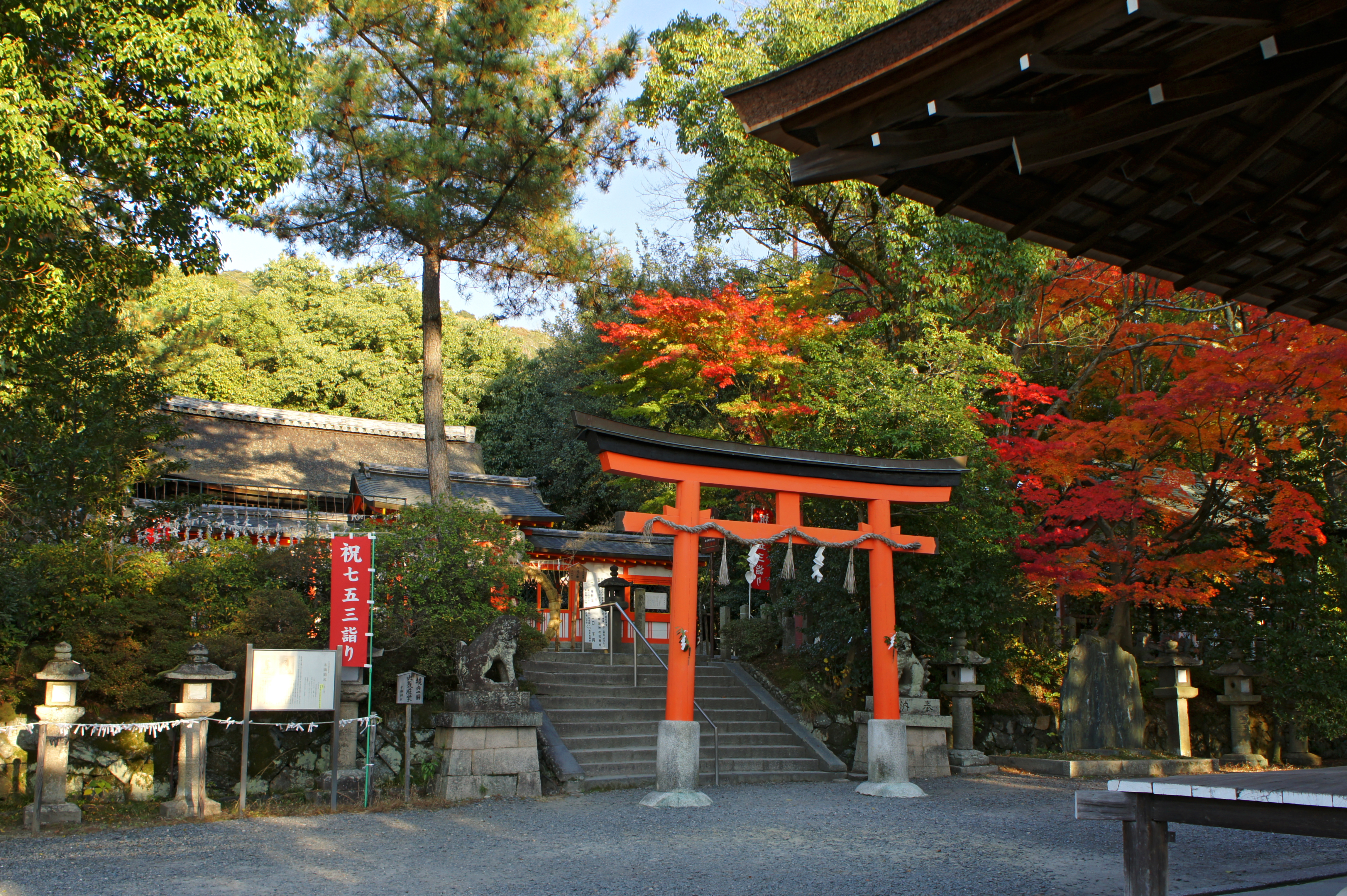
Eingang zum Schrein

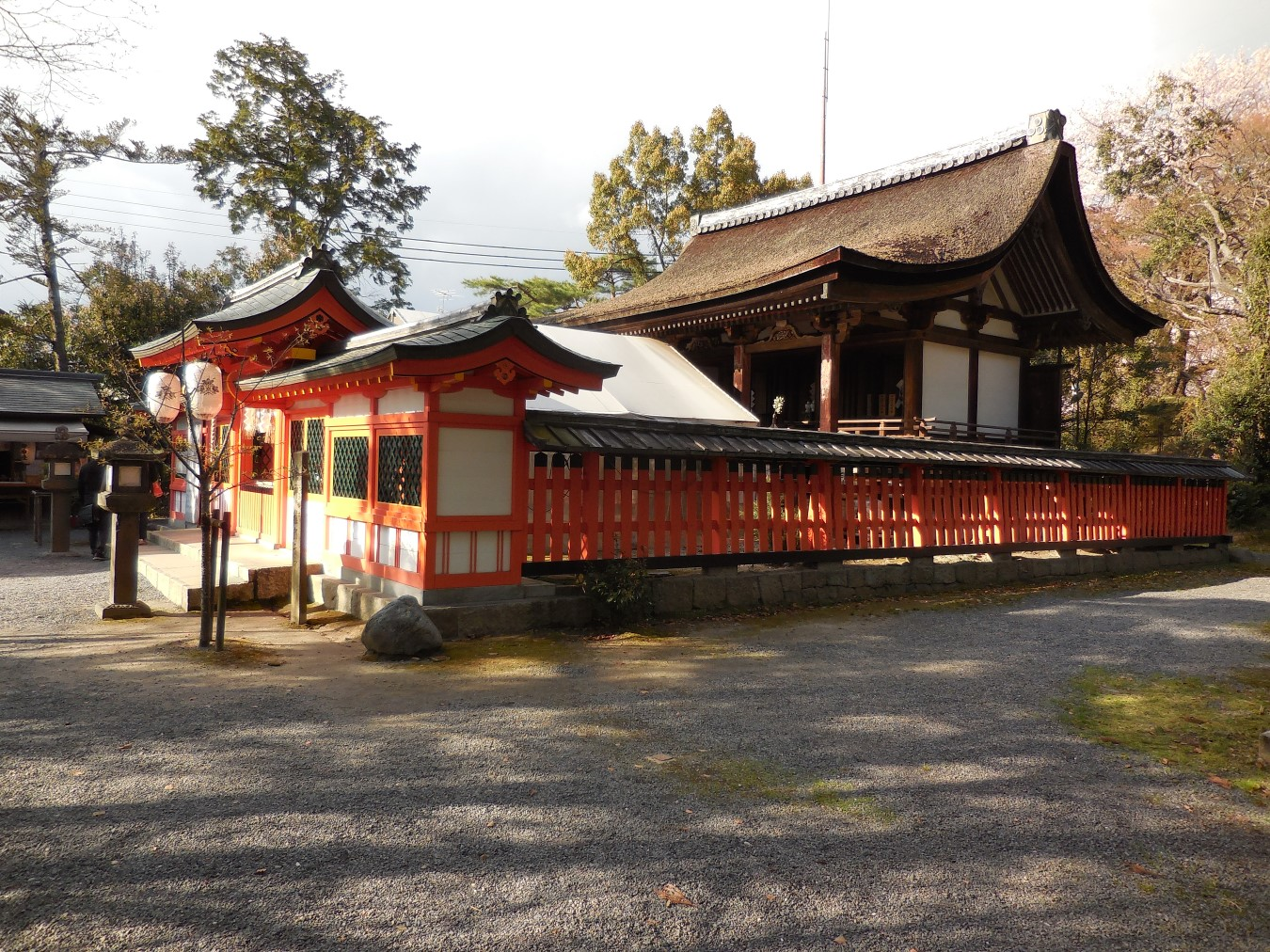
Uji-Schrein, Haupthalle

Der Uji-Schrein (japanisch 宇治神社, Uji-jinja) ist ein Shintō-Schrein am Fuße des Bergs Asahiyama am östlichen Ufer des Flusses Ujigawa in der Stadt Uji in der Präfektur Kyōto in Japan. Bis zur Meiji-Restauration bildete dieser Schrein mit dem Ujigami-Schrein eine Einheit. Beide Schreine zusammen wurden Uji Rikyū Shimmei (Hachimangū) (宇治離宮明神（八幡宮）) genannt, und zwar dieser Schrein Rikyū shimo yashiro (離宮下社, „unterer Schrein“) bzw. Wakamiya (若宮, „Jungschrein“), und der andere Rikyū kami yashiro (離宮上社, „oberer Schrein“) bzw. Honmiya (本宮, „Hauptschrein“). In beiden Schreinen werden dieselben Personen verehrt, Uji-no-Wakiiratsuko und die Kaiser Ōjin und Nintoku.

## Übersicht
Als Fujiwara no Michinaga das Byōdō-in errichtete, soll er diese Schreine zum Schutz errichtet haben. Die derzeitige Haupthalle des Uji-Schreins stammt aus der Kamakura-Zeit und ist als Wichtiges Kulturgut eingestuft. Sie ist im „Sangensha-nadare“-Stil errichtet, das Dach ist mit Zypressenrinde gedeckt. Im Inneren ist eine hölzerne Skulptur aufgestellt, die Uji-no-Wakiiratsuko darstellt. 
In alten Zeiten wurden zu Festlichkeiten Pferdevorführungen (競馬, Kurabe-uma), Dengaku (田楽, eine Vorform des Nō) u. a. durchgeführt, wobei der Uji-Fluss voll von Booten gewesen sein soll. Aus dem Dengaku soll sich das Sarugaku entwickelt haben, das im 14. Und 15. Jahrhundert seinen Höhepunkt hatte. Es existieren noch weiße Nō-Masken (Typ Jōmen) im Yukikaki-(雪掻)-Stil aus der Momoyama-Zeit. Als Schrein-Festlichkeiten gibt es noch das Shinkō-sai (神幸祭) am 8. Mai und das Kankō-sai (還幸祭) am 8. Juni. Es wird nur noch ein tragbarer Schrein (Mikoshi) bewegt.
Jedes Jahr wird am 16. August abends bei Fackelschein Takigi-Nō (薪能) aufgeführt. Vor dem Kankō-sai wird die aufwendige Taihei-(大弊)-Zeremonie durchgeführt, wobei es um Bitten geht, vor großem Schaden geschützt zu werden.